# English Invitation Tournament 1954
Das English Invitation Tournament 1954 im Badminton fand in Luton (England) statt.

## Die Sieger
| Disziplin    | Sieger                         |
| ------------ | ------------------------------ |
| Herreneinzel | Tony Jordan                    |
| Dameneinzel  | Audrey Stone                   |
| Herrendoppel | Warwick Shute John R. Best     |
| Damendoppel  | Audrey Stone Elisabeth Nichols |
| Mixed        | John R. Best Audrey Stone      |